# Гати (Тульская область)
Гати — село в Венёвском районе Тульской области России.
В рамках административно-территориального устройства является центром Гатского сельского округа Венёвского района, в рамках организации местного самоуправления входит в Центральное сельское поселение.

## География
Расположено в 45 км к северо-востоку от Тулы и в 7 км к юго-востоку от райцентра города Венёв.

## Население
| 2002 | 2010 |
| ---- | ---- |
| 338  | ↘270 |

Население — 270 чел. (2010).